# Schwälmer Tracht

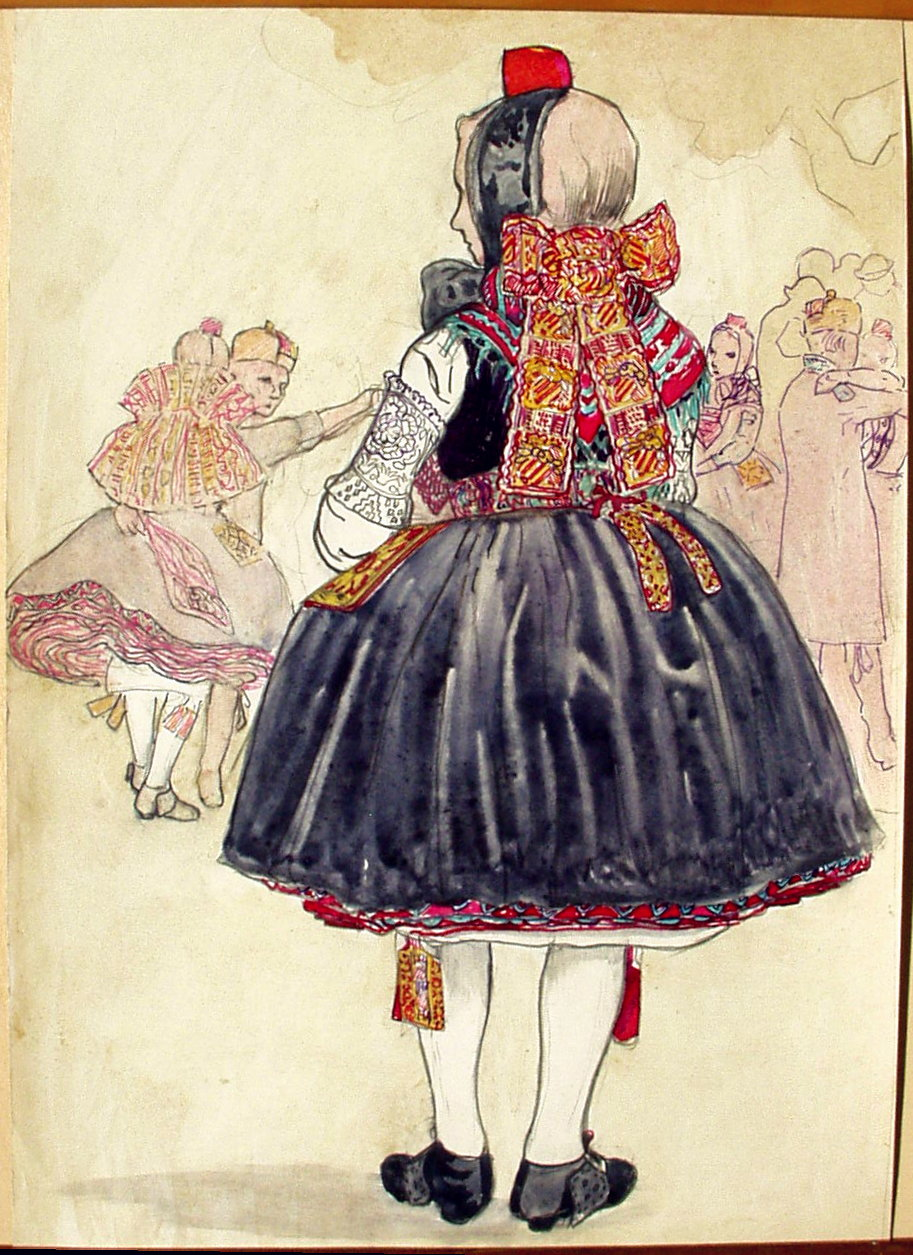
Paul Scheffer: Schwälmer Bäuerin im Festkleid

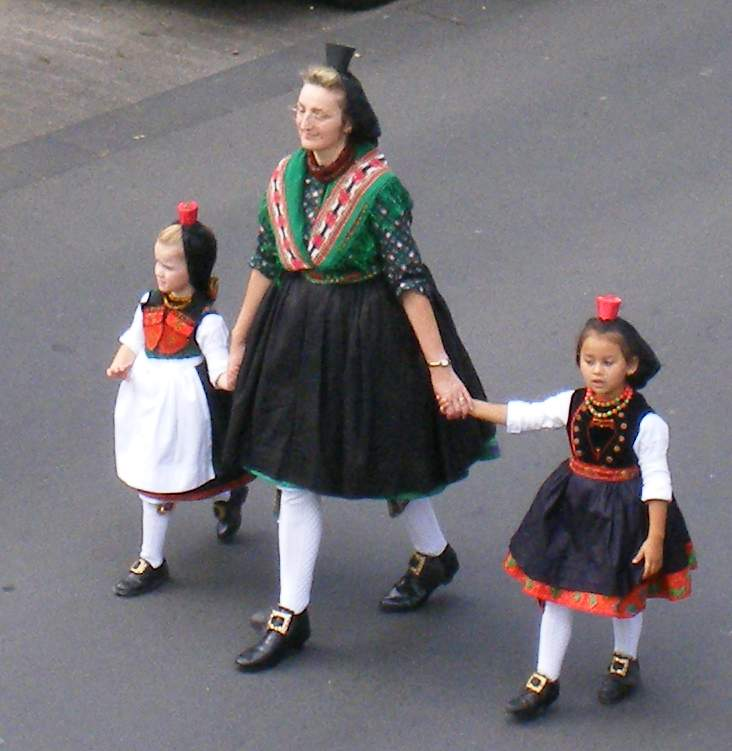
Mutter mit zwei „Rotkäppchen“

Die Schwälmer Tracht ist die seit Mitte des 19. Jahrhunderts und in Einzelfällen bis heute in der Schwalm (Nordhessen) getragene Tracht.

## Frauentracht
Die Frauen trugen unter einem faltenreichen schwarzen Rock mit sehr weit oben liegender Taille und je nach Wohlstand bis zu fünfzehn weitere Röcke übereinander mit farbigem Bandbesatz, die stufenweise hervorschauten. Dazu wurden schwarze Schnallenschuhe, wie sie im 18. Jahrhundert weit verbreitet waren sowie bis unter den Rock reichende weiße Strümpfe getragen. Meist weiße Hemdärmel schauten aus dem eng ansitzenden Mieder. Die buntverzierte Betzel (Häubchen) wurde sonntags auf dem vorne oben auf dem Kopf gebundenen Haarknoten (Schnatz) getragen; beim Abendmahlsgang setzte man eine blaue Ziehhaube aus Tüll darüber.

## Männertracht
Die Männer trugen werktags einen mittelblauen Kittel, den sogenannten Hessenkittel, einen Hut mit relativ flachem runden Kopf, dunkle Kniehosen und hohe dunkle Stiefel. Sonntags wurden weiße Kniehosen, ein schwarzer Kirchenrock und als Kopfbedeckung ein Dreimaster getragen.

## Hochzeitstracht
Die Braut trug einen schweren Flitterkopfputz (sie war geschappelt) und das Brett, einen Schulterbehang aus bunten Bändern, dazu goldgestickte Brustbänder und Ecken auf den Hüften. Den Bräutigamshut zierte die Lust, ein Kopfputz aus bunten Glaskugeln und Flitterwerk. An Größe, Sorgfalt und Üppigkeit der Ausstattung war auch die finanzielle Situation des Trachtenträgers erkennbar. Manche Trachtenteile waren reichen und privilegierten Bauersfamilien vorbehalten.

## Farben
Wichtig waren außerdem die Farben, in denen die Tracht gehalten war. So waren bei den Männern die Westen und bei den Frauen alle Bänder und Verzierungen je nach Alter und Familiensituation verschieden. Die Ledigen trugen Rot (Rotkäppchen!), als Zeichen der Jugend und der Unverheirateten. Ab der Hochzeit trugen die Frauen Grün und die Männer fortan blaue Westen. Nach der Konfirmation des letzten Kindes trugen die Schwälmer Frauen meist Blau oder Violett und im hohen Alter Schwarz. Diese Regeln waren sehr streng und mussten von allen eingehalten werden. Zur Trauertracht gehörte früher das Trauermäntelchen. In jedem Dorf der Schwalm gab es kleine Abweichungen.

## Bedeutung der Tracht
Die charakteristischen Trachten in der Schwalm reizte viele Maler, diese zu studieren oder lebendig werden zu lassen, wie der bekannte Genremaler Ludwig Knaus und z. B. die Künstler der Willingshäuser Malerkolonie, u. a. Carl Bantzer und Paul Scheffer.
Heute pflegen viele Trachtengruppen das alte Brauchtum und Anfang des 21. Jahrhunderts gab es noch einige ältere Frauen, die in lebendiger Tradition Tracht trugen, das heißt, die tagein tagaus die der jeweiligen Situation angepasste Tracht trugen.
Am 18. Oktober 2008 verlieh der Deutsche Trachtenverband den Titel „Tracht des Jahres 2009“ an die Schwälmer Tracht. Entscheidend dafür war, dass die Tracht heute noch gepflegt wird, das Wissen über die Tradition erhalten bleibt und es eine lebendige Tracht ist, die zu verschiedenen Anlässen noch getragen wird. Für ein Jahr soll nun die Tracht stellvertretend für alle Trachten in Deutschland stehen und die Trachten bei gewissen Anlässen repräsentieren.
Häufig wird angenommen, dass die Märchenfigur Rotkäppchen nach dem roten Betzel der Schwälmer Tracht benannt sei. Das Märchen ist jedoch älter als die Tracht und hat seinen Ursprung nicht in der Schwalm.